# Olavi Harva
Olavi Johannes Harva (till 1933 Holmberg), född 8 oktober 1915 i Åbo, död 18 december 1999, var en finländsk kemiingenjör.
Harva blev student 1934, diplomingenjör 1940 och teknologie doktor 1951. Han var kemist vid Åbo Tvål Ab 1944–1951, forskningsingenjör vid Unilever N.V. i Rotterdam 1952–1956, chefkemist vid Neste Oy 1956–1960 och var professor i organisk kemisk teknologi vid Tekniska högskolan i Helsingfors 1959–1976. Han blev medlem av redaktionsrådet för Teknillisen Kemian Aikakausi-lehti 1960, av styrelsen för Stiftelsen för teknikens främjande 1962 och ledamot av Akademin för tekniska vetenskaper 1963. 